# Jiří Balaštík
Jiří Balaštík (31 maggio 1951) è un ex cestista cecoslovacco.

## Carriera
Con la Cecoslovacchia ha disputato i Giochi olimpici di Monaco 1972 e i Campionati europei del 1973.

## Palmarès
- Campionato cecoslovacco: 1

Dukla Olomouc: 1974-75